# Тимур-хан
Тимур (старотат. تيمور خان‎, ? — 1412) — хан Золотой Орды (1410—1412).

## Биография
Тимур был сыном Тимур-Кутлуг-хана. Будучи ставленником темника Едигея, взошёл на престол после смерти Пулад-хана. Был женат на дочери Едигея. Недовольный давлением Едигея, ТИмур сумел поднять на борьбу с темником ордынскую кочевую знать, что отражено во многих источниках, в частности, в Никоновской летописи. В это же время в Золотую Орду в 1411 году вторглись войска сына Тохтамыша Джелал ад-Дина. Едигей, не имея сил для противостояния Тимур-хану, бежал в Хорезм. Тимур-хан догнал и разгромил войска Едигея в 10 километрах от Хорезма, однако Едигей с остатками войск бежал в Хорезм, где его в течение полугода осаждали войска Тимур-хана. В это же время власть в Золотой Орде при отсутствии Тимур-хана захватил Джелал ад-Дин. Тимур-хан был убит своим военачальником Газаном, который затем бежал к Джелал ад-Дину.